# Tel Abib

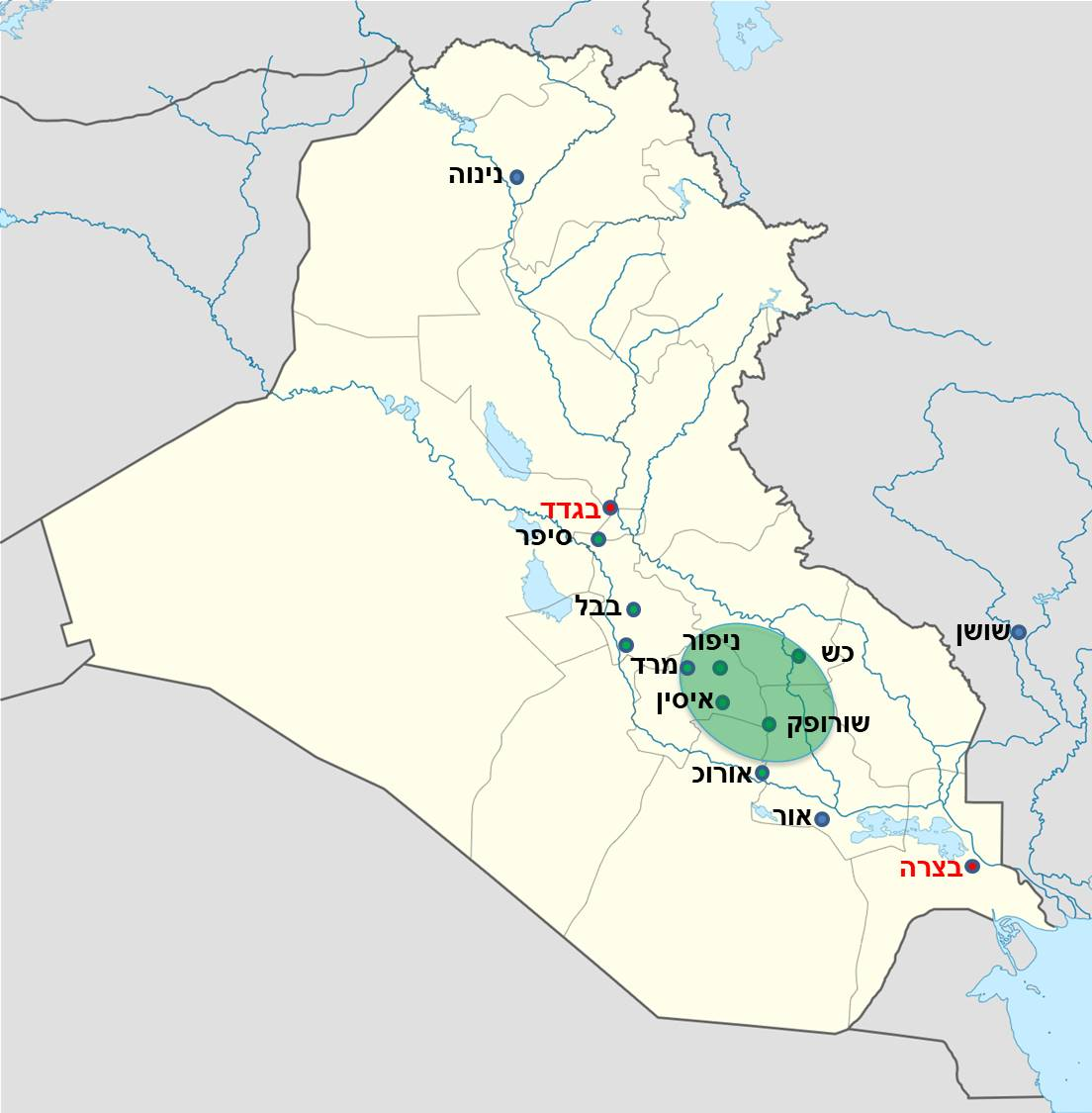
De regio waar de nederzetting Tel Abib, of Til Abubi, zich zou hebben gevonden.

Tel Abib (Hebreeuws: תל אביב; van het Akkadisch: תִל אָבֻבִי, Til Abubi) is een niet-geïdentificeerde tell (heuvelstad) aan het Kebar-kanaal, in de buurt van Nippur in wat nu Irak is. Het moet dan ook niet verward worden met de Israëlische kuststad Tel Aviv, die juist (deels) naar Tel Abib is vernoemd.

## Etymologie en toponymie
Het Kebar-kanaal is het decor van verschillende scènes uit het boek Ezechiël. Het boekt verwijst in totaal acht keer naar deze rivier. Oude bijbelcommentaren identificeerden Kebar met de Khabur-rivier in wat nu Syrië is. In recenter onderzoek is men er echter over eens dat de locatie van het Kebar-kanaal in de buurt van Nippur ligt. Met het kanaal wordt niet de Kebar-rivier in Iran bedoeld.
De Akkadische term til abubi (תיל אבובי) kan worden vertaald als 'de nederzetting die werd verwoest door een overstroming'. Mogelijk heeft er een catastrofale overstroming plaatsgevonden. Op de plek waar mogelijk de nederzetting zich zou hebben bevonden, werden archeologische vondsten gedaan die wijzen op een overstroming van aanzienlijke omvang die plaatsvond in de 30e eeuw voor Christus.

## Nalatenschap
De zionistische leider, schrijver en vertaler Nachum Sokolov koos de bijbelse plaatsnaam als titel voor zijn Hebreeuwse vertaling van Theodor Herzls roman Altneuland (letterlijk 'oudnieuwland') uit 1902. Hoewel 'tel aviv' in het Hebreeuws letterlijk 'lenteheuvel' betekent, baseerde Sokolov zich - voor deze constructie - echter op de manier waarop archeologen de plaatsnaam hanteerden. Het Arabische 'tel' betekent 'heuvel' en zou volgens Sokolov staan voor 'oud', terwijl het Hebreeuwse woord 'aviv' letterlijk 'lente' betekent en zou staan voor 'nieuw'. Bij de oprichting van de Israëlische stad Tel Aviv werd ervoor gekozen deze naam over te nemen.